# گاو نر

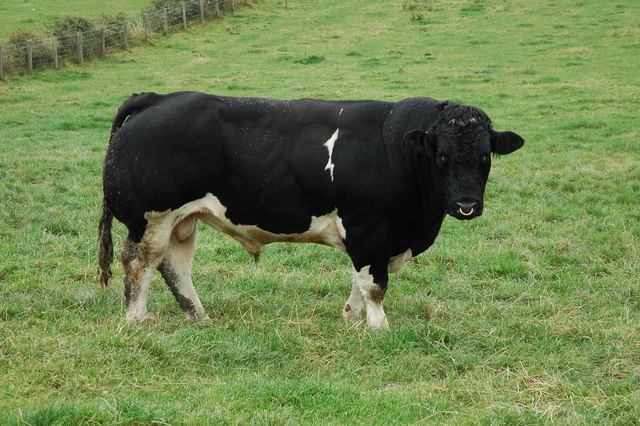
یک گاو نر هلشتاین فریزن

گاو نر یا بول (به انگلیسی: Bull) یک نر بالغ اخته نشده از گونه (Bos taurus گاو) است. گاوهای نر عضلانی‌تر و تهاجمی‌تر از ماده‌های هم‌گونه خود می‌باشند، مدت‌هاست که نماد مهمی در بسیاری از ادیان، از جمله برای قربانی کردن بوده‌اند. این حیوانات در مزرعه گوشت، دامداری و انواع فعالیت‌های ورزشی و فرهنگی از جمله گاوبازی و گاو سواری نقش بسزایی دارند.
با توجه به خلق و خوی آنها، رسیدگی به گاو نر نیاز به اقدامات احتیاطی دارد.

## خصوصیات

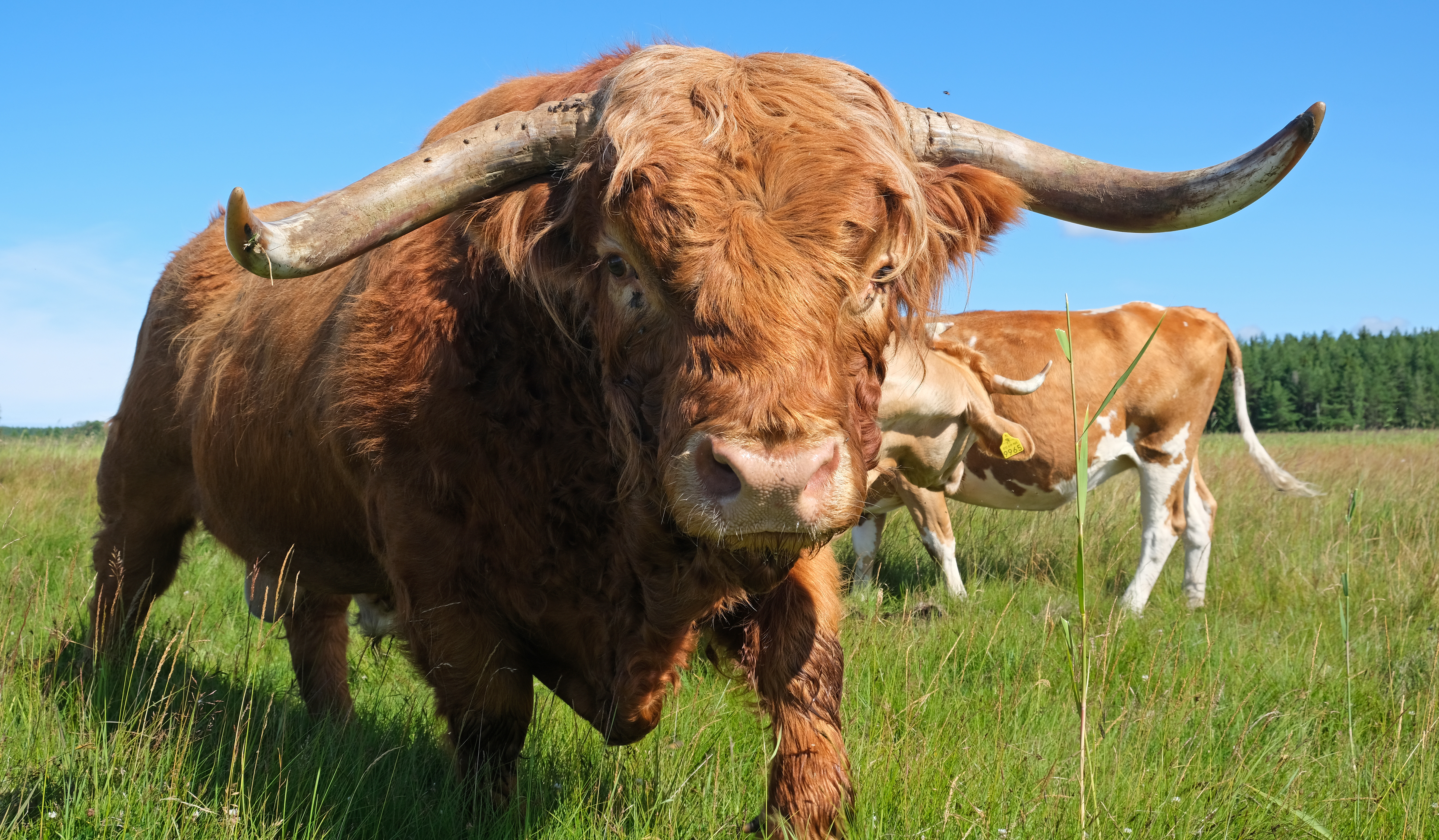
یک گاو هایلند نمونه ای از گاو نر

این گاوها بسیار عضلانی تر از گاوهای ماده هستند، با استخوان‌های ضخیم‌تر، پاهای بزرگتر، گردن بسیار عضلانی و سر استخوانی بزرگ با برجستگی‌های محافظ روی چشم‌ها. این ویژگی‌ها به گاو نر کمک می‌کند تا برای تسلط بر گله بجنگد و به برنده این جدال‌ها برتری یا فرصت بیشتر برای تولید مثل را می‌دهد. موها معمولاً در بدن کوتاه‌تر هستند، اما گردن و سر اغلب دارای یک «یال» از موهای فرفری‌تر و پشمی هستند. گاو نرها معمولاً هم قد گاوها یا کمی بلندتر هستند، اما به دلیل حجم عضله و توده استخوانی اضافی، وزن آنها اغلب بسیار بیشتر است. غالباً یک گاو نر قوز یا کوهان مانند بر روی شانه‌های خود دارد.

### باورهای غلط
یک تصور غلط رایج که به‌طور گسترده در باور افراد در رفتار گاو نر وجود دارد این است که رنگ قرمز، گاو نر را عصبانی کرده و یا تحریک به حمله می‌کند اما در واقع مانند بسیاری از پستانداران، گاوها کوررنگ قرمز-سبز هستند. در گاوبازی نیز این حرکت شنل ماتادور است که واکنش گاو را برمی‌انگیزد و نه رنگ آن.

### خلق و خو و رفتار

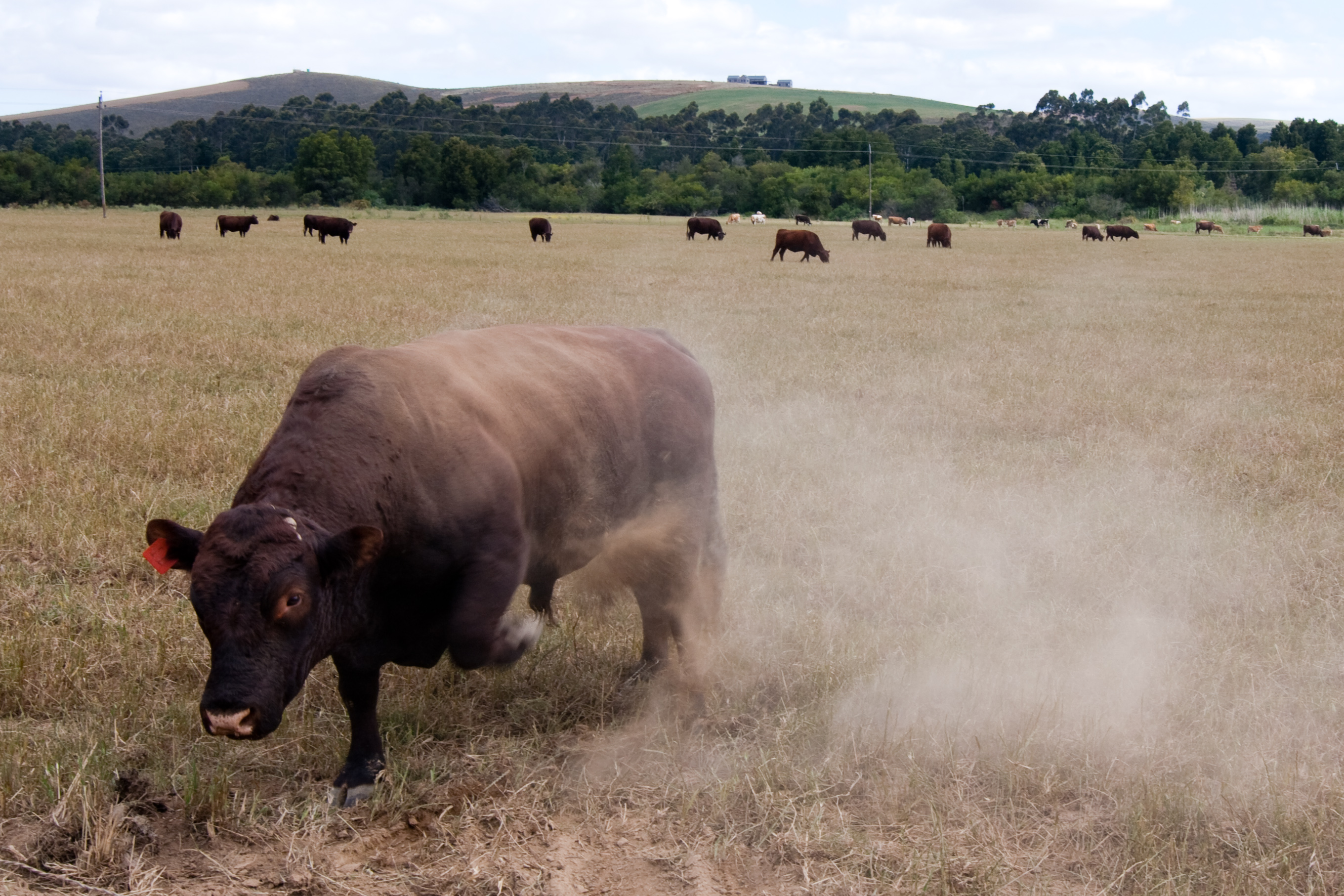
تصویر یک گاو نر که با ایجاد گرد و غبار هشدار داده و یا تهدید می‌کند.

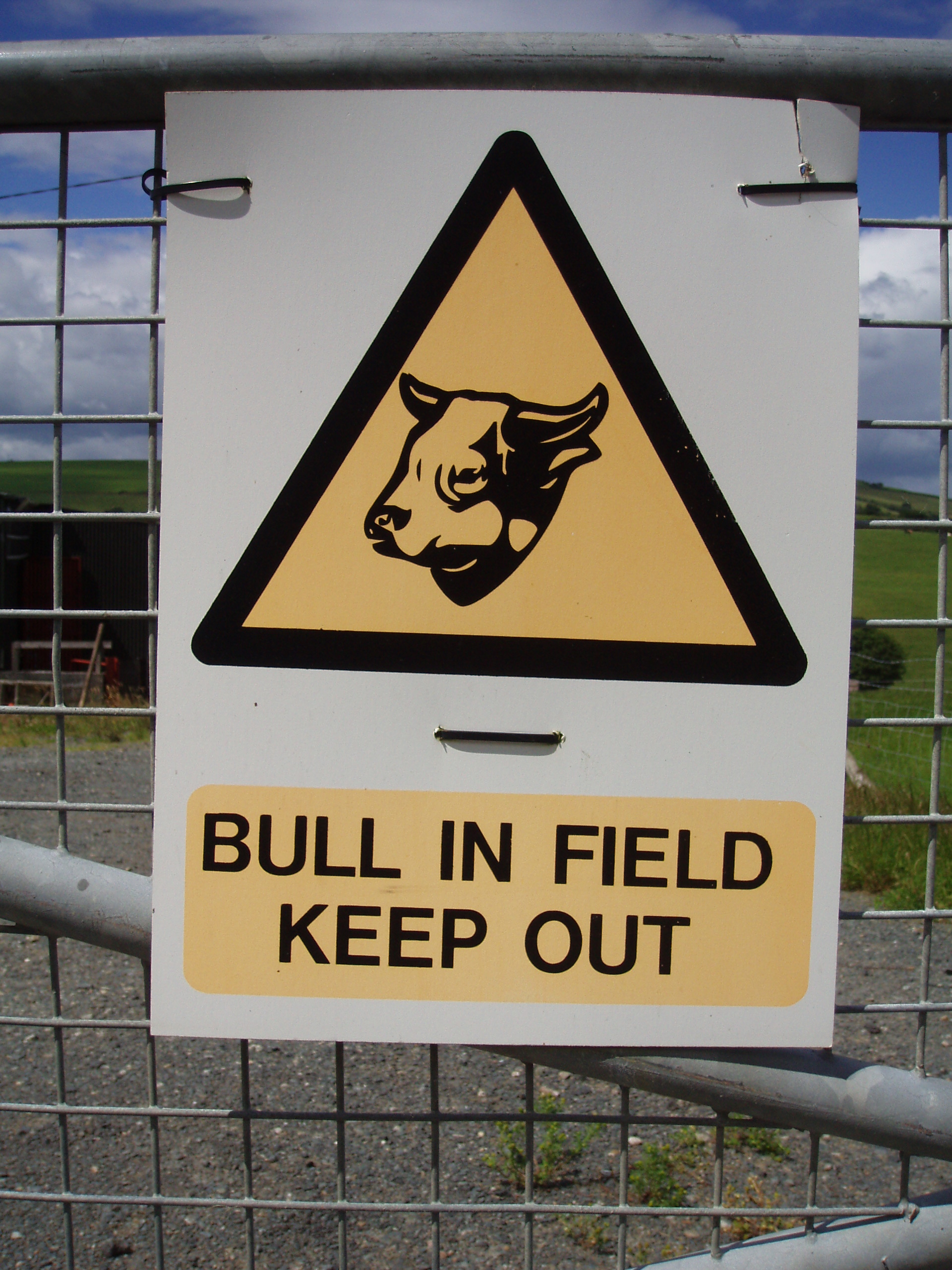
یک علامت هشدار برای مکانی که احتمال حضور گاو نر وجود دارد.

گاو نر بالغ ممکن است بین ۵۰۰ تا ۱۰۰۰ کیلوگرم وزن داشته باشند. اکثر آنها قادر به رفتار پرخاشگرانه هستند و برای اطمینان از ایمنی انسان و سایر حیوانات نیاز به مدارا و رفتار مناسب دارند. نژادهای شیری ممکن است بیشتر مستعد پرخاشگری باشند، در حالی که نژادهای گوشتی تا حدودی کمتر تهاجمی هستند، اگرچه نژادهای گوشتی مانند گاو مبارز اسپانیایی و از این قبیل نیز به تمایلات تهاجمی معروف هستند که دلیل آن بیشتر پرورش گزینشی می‌باشد.